# Kowalik (województwo warmińsko-mazurskie)
Kowalik (niem. Kowallik, w latach 1928–1945 Waldburg) – wieś w Polsce położona w województwie warmińsko-mazurskim, w powiecie szczycieńskim, w gminie Rozogi.
W latach 1975–1998 miejscowość administracyjnie należała do województwa ostrołęckiego.
Kowalik powstał w 1787 r. na 7 włókach, wkrótce wieś powiększyła się o 11,5 włóki i o enklawy leśne: Brogowo, Cembrzucha, Kociołki i Trzeciak obejmujące prawie 17 włók. W 1858 r. Kowalik liczył 33 dymów i należało do niego 25 włók. We wsi znajdują się domy drewniane zasługujące na uwagę, ze względu na występujące charakterystyczne dla regionu zdobnictwo. Budynek drewnianej szkoły został wybudowany w II połowie XIX wieku i jest jednym z ostatnich w regionie, posiada ładną architekturę, z oknami obramionymi ozdobnie ciętymi listwami oraz gankiem.
W 1938 r. Kowalik liczył 287 mieszkańców, z tego 218 zajmowało się rolnictwem, 22 rzemiosłem, a 2 handlem i usługami. Obecnie (31.12.2007) miejscowość liczy 185 mieszkańców.